# 2. Handball-Bundesliga 2007/08
Die Saison 2007/2008 der 2. Handball-Bundesliga ist die 27. in ihrer Geschichte und startete wie in den Jahren zuvor mit einer Nord- und einer Südstaffel. 36 Mannschaften spielen um den Aufstieg in die höchste deutsche Spielklasse. Die erstplatzierten Vereine der Tabelle steigen direkt in die 1. Handball-Bundesliga auf. Die letzten zwei Vereine jeder Staffel müssen den Gang in die Regionalliga antreten.

## Modus
Der Modus ist jeder gegen jeden mit einem Heim- und Auswärtsspiel. Die erstplatzierte Mannschaft jeder Staffel steigt am Ende der Saison direkt in die 1. Handball-Bundesliga auf. Die zweitplatzierten spielen mit einem Bundesligist den dritten Aufsteiger aus. Die letzten zwei Mannschaften jeder Staffel steigen direkt in die Regionalliga ab. Die drittletzten jeder Staffel spielen den letzten Absteiger aus. Bei Punktgleichheit entscheidet die bessere Tordifferenz. Bei gleicher Tordifferenz sind Entscheidungsspiele anzusetzen.

## Staffel Nord

### Tabelle
| Pl. | Verein                    | Sp | S  | U | N  | Tore        | Diff. | Punkte  |
| --- | ------------------------- | -- | -- | - | -- | ----------- | ----- | ------- |
| 1.  | Stralsunder HV            | 34 | 27 | 1 | 6  | 1078 : 0930 | + 148 | 55 : 13 |
| 2.  | Eintracht Hildesheim (A)  | 34 | 25 | 4 | 5  | 1046 : 0870 | + 176 | 54 : 14 |
| 3.  | ASV Hamm                  | 34 | 22 | 4 | 8  | 1072 : 0994 | + 078 | 48 : 20 |
| 4.  | TV Emsdetten              | 34 | 22 | 3 | 9  | 1048 : 1007 | + 041 | 47 : 21 |
| 5.  | TSV Hannover-Burgdorf     | 34 | 21 | 3 | 10 | 1022 : 0943 | + 079 | 45 : 23 |
| 6.  | Ahlener SG                | 34 | 21 | 1 | 12 | 0989 : 0950 | + 039 | 43 : 25 |
| 7.  | SV Post Schwerin          | 34 | 16 | 3 | 15 | 0981 : 0967 | + 014 | 35 : 33 |
| 8.  | SG Achim/Baden*           | 34 | 14 | 3 | 17 | 0965 : 1006 | − 041 | 31 : 37 |
| 9.  | SV Anhalt Bernburg        | 34 | 14 | 2 | 18 | 0956 : 0966 | − 010 | 30 : 38 |
| 10. | HSG Varel                 | 34 | 15 | 0 | 19 | 0924 : 0943 | − 019 | 30 : 38 |
| 11. | OHV Aurich                | 34 | 12 | 4 | 18 | 0914 : 0960 | − 046 | 28 : 40 |
| 12. | SC Magdeburg II           | 34 | 13 | 2 | 19 | 0996 : 1044 | − 048 | 28 : 40 |
| 13. | Dessau-Roßlauer HV        | 34 | 13 | 1 | 20 | 0971 : 1040 | − 069 | 27 : 41 |
| 14. | TSV Hannover-Anderten (N) | 34 | 11 | 4 | 19 | 1006 : 1057 | − 051 | 26 : 42 |
| 15. | HC Empor Rostock          | 34 | 11 | 3 | 20 | 0946 : 0977 | − 031 | 25 : 43 |
| 16. | TSV Altenholz             | 34 | 11 | 2 | 21 | 1031 : 1052 | − 021 | 24 : 44 |
| 17. | TuS Spenge                | 34 | 8  | 3 | 23 | 0922 : 1039 | − 117 | 19 : 49 |
| 18. | LHC Cottbus (N)           | 34 | 7  | 3 | 24 | 0921 : 1043 | − 122 | 17 : 51 |

### Entscheidungen
|     | Aufsteiger in die 1. Bundesliga                          |
|     | Teilnahme an den Relegationsspielen zur 1. Bundesliga    |
|     | Teilnahme an den Relegationsspielen zu den Regionalligen |
|     | Absteiger in die Regionalligen                           |
| (N) | Aufsteiger der letzten Saison                            |
| (A) | Absteiger der letzten Saison                             |

Aufsteiger in die 1. Bundesliga: Stralsunder HV.

Absteiger in die Regionalliga: SG Achim/Baden, TuS Spenge und LHC Cottbus.
* Die SG Achim/Baden musste durch einen Lizenzentzug absteigen.

### Statistiken

#### Torschützenliste
Die Torschützenliste zeigt die drei besten Torschützen in der 2. Handball-Bundesliga Nord 2008.
Zu sehen sind die Nation des Spielers, der Name, die Position, der Verein, die gespielten Spiele, die Tore und die 7-m-Tore.
| Pl. | Nation      | Spieler        | Pos. | Verein                  | Sp. | Tore | 7 m |
| --- | ----------- | -------------- | ---- | ----------------------- | --- | ---- | --- |
| 1.  | Deutschland | Marcus Hock    | (RL) | ASV Hamm 04/69 Handball | 34  | 308  | 120 |
| 2.  | Kroatien    | Ivan Ninčević  | (LA) | Stralsunder HV          | 34  | 295  | 136 |
| 3.  | Danemark    | Henrik Knudsen | (RM) | TV Emsdetten            | 33  | 267  | 89  |

#### Bester 7-m-Werfer
In der Tabelle stehen die drei besten 7-m-Werfer der 2. Handball-Bundesliga Nord 2008.
Zu sehen sind die Nation des Spielers, der Name, die Position, der Verein, die gespielten Spiele, die 7-m-Tore, die 7-m-Versuche und die 7-m-Quote.
| Pl. | Nation      | Spieler           | Pos. | Verein                  | Sp. | 7 m | Ver. | Quote |
| --- | ----------- | ----------------- | ---- | ----------------------- | --- | --- | ---- | ----- |
| 1.  | Kroatien    | Ivan Ninčević     | (LA) | Stralsunder HV          | 34  | 136 | 169  | 81 %  |
| 2.  | Deutschland | Marcus Hock       | (RL) | ASV Hamm 04/69 Handball | 34  | 120 | 147  | 82 %  |
| 3.  | Polen       | Tomasz Tłuczyński | (LA) | TSV Hannover-Burgdorf   | 32  | 91  | 112  | 81 %  |

## Staffel Süd

### Tabelle
| Pl. | Verein                      | Sp | S  | U | N  | Tore        | Diff. | Punkte  |
| --- | --------------------------- | -- | -- | - | -- | ----------- | ----- | ------- |
| 1.  | TSV Bayer Dormagen          | 34 | 29 | 2 | 3  | 1060 : 0865 | + 195 | 60 : 08 |
| 2.  | HSG Düsseldorf (A)          | 34 | 22 | 4 | 8  | 1065 : 0963 | + 102 | 48 : 20 |
| 3.  | TV 08 Willstätt-Ortenau     | 34 | 21 | 5 | 8  | 1058 : 0976 | + 082 | 47 : 21 |
| 4.  | HSC 2000 Coburg (N)         | 34 | 18 | 5 | 11 | 1057 : 1016 | + 041 | 41 : 27 |
| 5.  | Bergischer HC               | 34 | 17 | 5 | 12 | 1024 : 0972 | + 052 | 39 : 29 |
| 6.  | TSG Friesenheim             | 34 | 17 | 1 | 16 | 1019 : 1030 | − 011 | 35 : 33 |
| 7.  | SG Bietigheim-Metterzimmern | 34 | 15 | 3 | 16 | 1032 : 1022 | + 010 | 33 : 35 |
| 8.  | SG Wallau/Massenheim (N)    | 34 | 14 | 5 | 15 | 0948 : 0962 | − 014 | 33 : 35 |
| 9.  | TV Hüttenberg               | 34 | 13 | 6 | 15 | 0954 : 0958 | − 04  | 32 : 36 |
| 10. | TV Bittenfeld               | 34 | 15 | 2 | 17 | 0971 : 1015 | − 044 | 32 : 36 |
| 11. | ThSV Eisenach               | 34 | 13 | 5 | 16 | 1002 : 1017 | − 015 | 31 : 37 |
| 12. | TUSPO Obernburg             | 34 | 13 | 4 | 17 | 0933 : 0975 | − 042 | 30 : 38 |
| 13. | TSG Münster                 | 34 | 13 | 2 | 19 | 0974 : 1007 | − 033 | 28 : 40 |
| 14. | EHV Aue                     | 34 | 13 | 2 | 19 | 0934 : 0985 | − 051 | 28 : 40 |
| 15. | 1. SV Concordia Delitzsch   | 34 | 13 | 1 | 20 | 0895 : 0928 | − 033 | 27 : 41 |
| 16. | HG Oftersheim/Schwetzingen  | 34 | 11 | 3 | 20 | 0913 : 0970 | − 057 | 25 : 43 |
| 17. | TV Korschenbroich (N)       | 34 | 11 | 2 | 21 | 1049 : 1088 | − 039 | 24 : 44 |
| 18. | HSG Gensungen-Felsberg      | 34 | 9  | 1 | 24 | 0789 : 0928 | − 139 | 19 : 49 |

### Entscheidungen
|     | Aufsteiger in die 1. Bundesliga                          |
|     | Teilnahme an den Relegationsspielen zur 1. Bundesliga    |
|     | Teilnahme an den Relegationsspielen zu den Regionalligen |
|     | Absteiger in die Regionalligen                           |
| (N) | Aufsteiger der letzten Saison                            |
| (A) | Absteiger der letzten Saison                             |

Aufsteiger in die 1. Bundesliga: TSV Bayer Dormagen.

Absteiger in die Regionalliga: TV Korschenbroich und HSG Gensungen-Felsberg.

### Statistiken

#### Torschützenliste
Die Torschützenliste zeigt die drei besten Torschützen in der 2. Handball-Bundesliga Süd 2008.
Zu sehen sind die Nation des Spielers, der Name, die Position, der Verein, die gespielten Spiele, die Tore und die 7-m-Tore.
| Pl. | Nation       | Spieler      | Pos. | Verein            | Sp. | Tore | 7 m |
| --- | ------------ | ------------ | ---- | ----------------- | --- | ---- | --- |
| 1.  | Deutschland  | David Breuer | (RA) | TV Korschenbroich | 34  | 254  | 63  |
| 2.  | Belarus 1995 | Anton Lakisa | (RL) | HSC 2000 Coburg   | 34  | 235  | 106 |
| 3.  | Deutschland  | Nico Kibat   | (RM) | TSG Friesenheim   | 34  | 212  | 91  |

#### Bester 7-m-Werfer
In der Tabelle stehen die drei besten 7-m-Werfer der 2. Handball-Bundesliga Süd 2008.
Zu sehen sind die Nation des Spielers, der Name, die Position, der Verein, die gespielten Spiele, die 7-m-Tore, die 7-m-Versuche und die 7-m-Quote.
| Pl. | Nation       | Spieler               | Pos. | Verein                    | Sp. | 7 m | Ver. | Quote |
| --- | ------------ | --------------------- | ---- | ------------------------- | --- | --- | ---- | ----- |
| 1.  | Belarus 1995 | Anton Lakisa          | (RL) | HSC 2000 Coburg           | 34  | 106 | 133  | 80 %  |
| 2.  | Deutschland  | Ulrich Streitenberger | (LA) | 1. SV Concordia Delitzsch | 34  | 106 | 148  | 72 %  |
| 3.  | Deutschland  | Frank Berblinger      | (RA) | HSG Düsseldorf            | 34  | 93  | 118  | 79 %  |

## Relegation

### Zur Bundesliga
Aus der Handball-Bundesliga 2007/08 musste der TUSEM Essen in die Relegation. Aus der 2. Handball-Bundesliga nahmen die Eintracht Hildesheim und die HSG Düsseldorf teil. Der Gewinner der Partie der Zweitligateams trat gegen den TUSEM Essen an. Der Gewinner nahm in der nächsten Saison an der 1. Handball-Bundesliga teil.
Das Hinspiel der Zweitligateams fand am 9. Mai 2008 statt, das Rückspiel am 16. Mai 2008.
| 2. Staffel Nord      | 2. Staffel Süd | Hinspiel                | Rückspiel               | Gesamt  |
| -------------------- | -------------- | ----------------------- | ----------------------- | ------- |
| Eintracht Hildesheim | HSG Düsseldorf | 09.05.08, Fr. 19:30 Uhr | 16.05.08, Fr. 19:30 Uhr | 54 : 55 |
| Eintracht Hildesheim | HSG Düsseldorf | 29 : 30 (13 : 12)       | 25 : 25 (14 : 11)       | 54 : 55 |

Das Hinspiel fand am 28. Mai 2008 statt, das Rückspiel am 1. Juni 2008.
| 16. Bundesliga | 2. Staffel Süd | Hinspiel                | Rückspiel               | Gesamt  |
| -------------- | -------------- | ----------------------- | ----------------------- | ------- |
| TUSEM Essen    | HSG Düsseldorf | 28.05.08, Mi. 20:15 Uhr | 01.06.08, So. 17:00 Uhr | 60 : 48 |
| TUSEM Essen    | HSG Düsseldorf | 31 : 20 (14 : 09)       | 29 : 28 (15 : 13)       | 60 : 48 |

Der TuSEM Essen verbleibt damit in der 1. Handball-Bundesliga.

### Zur Regionalliga
Zur Relegation in die Regionalliga nahmen der TSV Altenholz und die HG Oftersheim/Schwetzingen teil.
Das Hinspiel fand am 10. Mai 2008 statt, das Rückspiel am 17. Mai 2008.
| 16. Staffel Nord | 16. Staffel Süd            | Hinspiel                | Rückspiel               | Gesamt  |
| ---------------- | -------------------------- | ----------------------- | ----------------------- | ------- |
| TSV Altenholz    | HG Oftersheim/Schwetzingen | 10.05.08, Sa. 18:30 Uhr | 17.05.08, Sa. 17:00 Uhr | 55 : 61 |
| TSV Altenholz    | HG Oftersheim/Schwetzingen | 30 : 35 (14 : 16)       | 25 : 26 (08 : 14)       | 55 : 61 |

Beide Vereine verblieben in der 2. Handball-Bundesliga, da schon fünf Absteiger in die Regionalliga feststanden.